# Slot A
Slot A是AMD Athlon處理器所用的插槽，於1999年推出。Slot A有242個接點並且是單邊連接封裝（SEC）。 
Slot A可以提供比Socket 7或Super Socket 7更高的匯流排速度。Slot A主機板使用DEC原本為了Alpha處理器開發的的EV6匯流排協議。它支援AMD Athlon單邊連接封裝處理器。
Slot A在物理上是將英特爾公司於1997年推出的Slot 1插槽反轉180度而成，針腳數量與防呆設計相同，但是針腳定義完全不同。AMD稱，按照這個設計，生產廠商仍然可以從現有市場上得到所有所需的原材料零件。
Slot A後來於2003年被Socket A所取代。

## 脚注
1. ↑  . users.erols.com.   [2009-04-04]. （原始内容存档于2009-03-22）.

本條目部分或全部内容出自以GFDL授權發佈的《自由線上電腦詞典》（FOLDOC）。